# Grevenmacher (district)
Het District Grevenmacher is een voormalig district van het Groothertogdom Luxemburg dat bestond uit de Kantons:
1. Echternach
2. Grevenmacher
3. Remich

Het district lag in het oosten van het groothertogdom en grensde in het noorden aan het Duitse Rijnland-Palts, in het westen aan de districten Diekirch en Luxemburg, in het oosten aan de Duitse staten Rijnland-Palts en Saarland en in het zuiden aan de Franse regio Lotharingen. Op 3 oktober 2015 zijn de drie districten van Luxemburg opgeheven.